# 말라테스타역
말라테스타(이탈리아어: Malatesta) 역은 로마 지하철 C선의 역이다. 프레네스티노라비카노 구의 로베르토 말라테스타 광장 지하에 위치해 있으며, 피녜토와 토르피냐타라 지역의 주민들이 이용한다.
총 세 개의 출구가 있는데, 두 개는 광장 북부 (도시버스 터미널)에, 다른 하나는 동부 (로베르토 말라테스타 광장과의 교차로)에 위치해 있다. 역의 중간 대합실은 이포게아 광장에 위치해 있으며 상업시설과 문화행사 공간으로 꾸며졌다. 광장이 추가로 재개발되는 것까지 마무리되면 역 조성 계획은 모두 끝난다.

## 역사
2007년부터 로마-판타노 선의 종점 구간을 로마 지하철 C선으로 편입시키기 위한 전환 공사를 위해 폐쇄되었으며, 2015년 1월에 공사가 마무리되었다. 이후 2015년 6월 29일에 문을 열었다.

## 역 시설
- 매표기

## 환승
- 버스 정류장 (ATAC 운영 노선)